# Бермудський долар
Бермудський долар (англ. Bermudian dollar, код ISO 4217: BMD) — офіційна валюта британської заморської території Бермудські Острови. Поділяється на 100 центів. За валютним курсом є прив'язаним до долара США у співвідношенні 1:1. Бермудський долар був запроваджений в лютому 1970 року на заміну бермудського фунта (який був прив'язаним до фунта стерлінгів у співвідношенні 1:1) за курсом обміну 1 бермудський фунт = 2,40 бермудського долара.
Емісійний центр — Управління грошового обігу Бермудських Островів. На островах поряд з бермудським доларом вільно використовуються також монети та банкноти долара США. З 6 лютого 1970 року Бермудська валютна адміністрація ввела в обіг  монети номіналом 1, 5, 10, 25 та 50 центів. З моменту свого заснування монета в 1 цент карбувалася з червоної бронзи до 1985 року, потім з 1986 року  її склад  замінили цинком покритим  міддю. А у перехідний 2008 рік  новий тип цієї одноцентової монети був змінений на магнітну сталь також покриту міддю. Усі інші центові номінали на той час карбувались з мельхіору. А ось монети номіналом в 1 та 5 доларів були випущені в нікелевій латуні приємного золотистого кольору в 1983 році. На жаль  того часу ці доларові номінали не користувались попитом. Тому 5-доларову монету з часом вилучили з обігу 1 січня 1990 року. А ось новий тип  монети  номіналом в 1 долар з 1988 року тепер був відкарбований значно тоншим та легшим ніж  його попередній випуск 1983 року який мав монетні стандарти британського фунту. Випуск  монет номіналом в 50 центів  також було припинено через їх великий розмір та вагу значно більшу ніж  у доларових монет нового типу і незабаром з 1 травня 1990 року вони були вилучені з обігу. Усі номінали монет Бермудських островів зображують на аверсі королеву Великої Британії Єлизавету II різних типів її портретів синхронно зі зміною їх в королівстві. А на реверсі фауна та флора півострова та вітрильник на доларі.
На Бермудах також періодично випускають пам'ятні монети, щоб відсвяткувати певні події, історичні віхи, флору та фауну островів. Найбільшим попитом серед нумізматів світу користуються так звані "Бермудські трикутники", які карбуються  в різних номіналах та металах, але виключно у вигляді трикутників.